# Xenotilapia bathyphila
Espèce
Statut de conservation UICN

 LC  : Préoccupation mineure
Xenotilapia bathyphila est une espèce de poissons de la famille des Cichlidés endémique du lac Tanganyika en Afrique.